# Шонберг, Гарольд
Гарольд Чарльз Шонберг (англ. Harold Charles Schonberg; 29 ноября 1915, Нью-Йорк — 26 июля 2003) — американский музыкальный критик и журналист., автор знаменитых книг "Великие пианисты", "Горовиц. Его жизнь и искуссьтво", знал Владимира Горовица лично, был одним из немногих литераторов, кому "Царь Владжимир" надиктовывапл свои мемуары. его книги, особенно "Великие пианисты" , в которую вошли почти все известные исполнители от  Моцарта до Клайберна - пользовались в США большими интересом и такой крупный знаток пианизма, как Д.Дюбаль знал эту книгу рассказывал о ней не без восторга.
Его тетя, Алиса Фриска, была пианисткой и стала его первой учительницей. Закончил Бруклинский колледж в 1937 и продолжил обучение в Нью-Йоркском университете. В 1939 году стал критиком музыкальных записей в журнале «American Music Lover», позднее переименованном в «American Record Guide».
В 1950 году Шонберг начал работу в The New York Times.
Гарольд Чарльз Шонберг был членом жюри конкурса пианистов Сантандера Паломы О'Ши в 1987 году.и был знаком с организатором и Генеральным директором "Международного конкурса молодых пианистов памяти Владимира Горовица", одним из авторов книги "Киевская симфония Владимира Горовица" Юрием Зильберманом (их познакомили в 1997).  